# Načeratice
Načeratice (deutsch Naschetitz) ist ein Ortsteil der Stadt Znojmo in Tschechien. Er befindet sich sieben Kilometer südöstlich von Znojmo und gehört zum Okres Znojmo. Der Ort wurde als ein Linsenangerdorf angelegt.

## Geographie
Im Westen liegt Znojmo (Znaim), im Osten Derflice (Dörflitz) und im Süden Vrbovec (Urbau).

## Geschichte

Ansichten von Naschetitz, 1936

Im 11. bis 13. Jahrhundert kam es zu einer großen Siedlungsbewegung von West nach Ost. Mähren wurde von 1031 bis 1305 von der Dynastie der Přemysliden regiert. Um größere Gebiete landwirtschaftlich zu nutzen und damit höhere Erträge zu erzielen, bewarben sie die Kolonisten zum Beispiel mit zehn Jahre Steuerfreiheit (deutsches Siedlerrecht). Bis zum Jahre 1150 wurde das Gebiet um Mikulov (Nikolsburg) und Znojmo (Znaim) von deutschen Einwanderern aus Niederösterreich besiedelt. Die bis 1945 gesprochene ui-Mundart und die Anlage des Dorfes bekunden, dass sie ursprünglich aus den bairischen Gebieten der Bistümer Regensburg und Passau stammten. Sie brachten neue landwirtschaftliche Geräte mit und führten die ertragreiche Dreifelderwirtschaft ein.
Der Ort wurde erstmals im Jahre 1222 in einer Urkunde als „villam quondam Nasseratitz dictam“ genannt.
Ab dem Jahre 1289 wird der Ort vom Zisterzienserstift Saar verwaltet. Um 1327 erscheint die Namensform „Naschertitz“, welche sich bis 1945 hielt. Im Krieg (1469) zwischen Georg von Podiebrad und Matthias Corvinus wurde der Ort verwüstet und verödete daraufhin. Naschetitz kam im Jahre 1563 unter Verwaltung der Herrschaft Joslowitz und verblieb bis 1848 in dieser. Doch erholte sich der Ort aufgrund ständiger Kriege im 16. und 17. Jahrhundert erst im Jahre 1670. Matriken werden seit 1700 geführt. Einen erkennbaren Aufbau erhielt das Dorf im Jahre 1780 durch den Inhaber der Herrschaft Joslowitz. Während der Napoleonischen Kriege wurde der Ort im Jahre 1809 von französischen Truppen geplündert. 1816 wurde ein Schulhaus errichtet und 1858 erneuert. Davor war der Unterricht in Bauernhäusern abgehalten worden. Eine Freiwillige Feuerwehr wurde im Jahre 1905 gegründet. Von 1911 bis 1912 wurde eine neue zweiklassige Volksschule gebaut. Die Einwohner von Naschetitz lebten von der Vieh- und Landwirtschaft, wobei der in Südmähren seit Jahrhunderten gepflegte Weinbau eine besondere Rolle einnahm. Die großen Weinbauflächen des 18. Jahrhunderts verringerten sich über die Jahrhunderte und von der Reblausplage um 1900 erholte sich die Weinkultur in Naschetitz nicht mehr, so überstiegen die produzierten Weinmengen ab 1900 nicht mehr den Eigenbedarf des Dorfes. Weiters wurden verschiedene Getreide-, Gemüse- und Obstsorten angebaut. Ebenso war die Jagd auf Hasen und Rebhühner im Gemeindegebiet einträglich. Neben der Landwirtschaft gab es noch Kleingewerbe und eine Milchsammelstelle im Ort.
Nach dem Ersten Weltkrieg kam der zuvor zu Österreich-Ungarn gehörende Ort, der 1910 ausschließlich von Deutschmährern bewohnt wurde, durch den Vertrag von Saint-Germain zur Tschechoslowakei. Die Elektrifizierung des Ortes erfolgte im Jahre 1931. Infolge des Münchner Abkommens wurde Naschetitz zum 1. Oktober 1938 ein Teil des deutschen Reichsgaus Niederdonau. Zwischen 1939 und 1945 war der Ort zusammen mit dem Dorf Dörflitz zur Gemeinde „Traubenfeld“ zusammengeschlossen worden.
Im Zweiten Weltkrieg hatte der Ort 31 Opfer zu beklagen. Nach dessen Ende wurde der Ort wieder der Tschechoslowakei zugeordnet. Nahtlos hatten Tschechen den Ort übernommen, das Standrecht verhängt und alle deutschen Ortsbewohner zwischen Juni und August 1945 über die Grenze nach Österreich vertrieben. Durch die Nachkriegsexzesse und Vertreibung kamen 13 Zivilpersonen zu Tode.
Die in Österreich befindlichen Ortsbewohner wurden bis auf 23 Familien, in Übereinstimmung mit den ursprünglichen Überführungszielen des Potsdamer Kommuniqués, nach Deutschland weiter transferiert. Zwei Familien wanderten in die USA und eine nach Australien aus Naschetitz wurde neu besiedelt.
Im Jahre 2001 lebten in den 97 Wohnhäusern des Dorfes 276 Menschen.

## Wappen und Siegel
Das älteste Siegel des Ortes stammt aus 17. Jahrhundert. Es zeigt ein Pflugeisen und ein Winzermesser nebeneinanderstehend in einem Schild. Im 19. und 20. Jahrhundert wurde ein bildloser Gemeindestempel verwendet.

## Bevölkerungsentwicklung
| Volkszählung | Einwohner gesamt | Volkszugehörigkeit der Einwohner | Volkszugehörigkeit der Einwohner | Volkszugehörigkeit der Einwohner |
| Jahr         | Einwohner gesamt | Deutsche                         | Tschechen                        | Andere                           |
| ------------ | ---------------- | -------------------------------- | -------------------------------- | -------------------------------- |
| 1880         | 435              | 435                              | 0                                | 0                                |
| 1890         | 458              | 458                              | 0                                | 0                                |
| 1900         | 475              | 472                              | 3                                | 0                                |
| 1910         | 513              | 513                              | 0                                | 0                                |
| 1921         | 490              | 482                              | 4                                | 4                                |
| 1930         | 534              | 522                              | 12                               | 0                                |
| 1991         | 291              |                                  |                                  |                                  |
| 2001         | 276              |                                  |                                  |                                  |

## Sehenswürdigkeiten
- Pfarrkirche zur Schmerzhaften Muttergottes, vorher eine Kapelle (1804) und um 1839 ausgebaut und erweitert, Hauptaltarbild (1852) von Josef Winterhalter II.
- Kriegerdenkmal (1921)

## Brauchtum
Die Einwohner des Ortes hatten bei ihren Nachbarn den Spitznamen Zeiselhaxen bzw. Zeisellanker.